# Дравидо-корейские языки
Дравидо-корейские языки — спорная концепция языковой макросемьи, в которую якобы входили прадравидский, корейский и, по некоторым предположениям, японский языки. Предположение о связи между дравидийскими языками Индии и корейским было впервые высказано американским исследователем хангыля Гомером Хульбертом в 1905 году. После публикации в 1970 году трудов «Корейский и дравидийский: лексическое доказательство старой теории» (англ. Korean and Dravidian: lexical evidence for an old theory) Моргана Клиппинджера (англ. Morgan E. Clippinger) и «Происхождение японского языка» японского лингвиста Сусуму Оно теория получила популярность.

## Признание языкового сходства
Впервые схожесть дравидийского и корейского языков была замечена французскими миссионерами в Корее. В 1905 году американский миссионер в Кении Гомер Хульберт написал книгу, в которой сравнивал грамматику корейского и дравидийских языков и высказал предположение о связи между ними.
Сусуму Оно вызвал большой резонанс в Японии благодаря своей теории о том, что тамильский язык имеет лексический пласт как корейского, так и японского происхождения. Она получила широкое распространение в 1980-х годах, но была быстро отвергнута. Ки-Мун Ли, почётный профессор Сеульского национального университета, считает, что заключение лингвиста нельзя игнорировать и что его следует пересмотреть. Согласно Хульберту, многие из названий древних городов на юге Кореи были точным аналогом дравидийских слов. Например, согласно его словам, название королевства Карак кымгвана Суро соответствует прадравидийскому слову «рыба».
Согласно Самгук юса, королева Хо Хванок, жена Суро, прибыла из индийского королевства Аюта. Однако, учитывая частые мифические рассказы в Самгук юсе, историческая достоверность данной истории сомнительна.
В 2011 году президент Корейского общества исследований тамильского Чун Намкин сообщил, что схожесть между тамильским и корейским чётко видна, однако заявлять о генетической связи пока нельзя. По его словам, для этого требуются дополнительные исследования, хотя он сам верит, что связь есть, поскольку «подобий слишком много, чтобы быть просто совпадением».

## Аргументы
Сусуму Оно и Гомер Хульберт предполагают, что предки дравидов, особенно тамильцев, мигрировали в Японию и на Корейский полуостров. Клиппинджер представил 408 когнатов и около 60 фонетических совпадений. Клиппинджер обнаружил, что некоторые когнаты были ближе, чем другие, что заставило его предположить о возможной генетической связи. Он также предположил, что связь усилилась из-за поздней миграции тамильцев. Японский профессор Цутому Камбе нашёл более пяти сотен общих когнатов в тамильском и японском. У корейского, японского и тамильского наблюдаются две общие особенности:
- Все три языка агглютинативные,
- Типология порядка слов всех трёх языков — SOV (субъект-объект-глагол).

Однако, подобное типологическое сходство может быть легко вызвано случайностью; агглютинативные языки довольно распространены, и половина языков в мире следуют порядку слов SOV. Отсутствие статистически значимого числа когнатов и отсутствие антропологических и генетических связей может служить основанием для отвержения этой идеи.
Эксперт в сравнительной лингвистике Кан Гиль-ун нашёл около 1300 тамильских когнатов в корейском. Однако он настаивает, что корейский произошёл от нивхского.